# Lista de parlamentares do Rio Grande do Sul
Relacionamos a seguir a composição da bancada do Rio Grande do Sul no Congresso Nacional após o fim do Estado Novo em 1945 conforme ditam os arquivos do Senado Federal, Câmara dos Deputados e Tribunal Superior Eleitoral, ressalvando que mandatos exercidos via suplência serão citados apenas mediante morte, impedimento ou renúncia dos titulares ou nas hipóteses previstas no Art. 56 – I da Constituição.

## Organização das listas
Na confecção das tabelas a seguir foi observada a grafia do nome parlamentar adotado por cada um dos representantes do estado no Congresso Nacional, e quanto à ordem dos parlamentares foi observado o critério do número de mandatos e caso estes coincidam será observado o primeiro ano em que cada parlamentar foi eleito e, havendo nova coincidência, usa-se a ordem alfabética.

## Relação dos senadores eleitos
| Senadores eleitos  | Naturalidade         | Mandatos | Ano da eleição         | Notas      | Referências  |
| ------------------ | -------------------- | -------- | ---------------------- | ---------- | ------------ |
| Pedro Simon        | Caxias do Sul, RS    | 04       | 1978, 1990, 1998, 2006 |            |              |
| Daniel Krieger     | São Luiz Gonzaga, RS | 03       | 1954, 1962, 1970       |            |              |
| Paulo Paim         | Caxias do Sul, RS    | 03       | 2002, 2010, 2018       |            | [ 5 ]        |
| Guido Mondin       | Porto Alegre, RS     | 02       | 1958, 1966             |            |              |
| Tarso Dutra        | Porto Alegre, RS     | 02       | 1970, 1978             | [ nota 2 ] |              |
| José Fogaça        | Porto Alegre, RS     | 02       | 1986, 1994             |            |              |
| Ernesto Dorneles   | São Borja, RS        | 01       | 1945                   | [ nota 3 ] |              |
| Getúlio Vargas     | São Borja, RS        | 01       | 1945                   | [ nota 4 ] |              |
| Salgado Filho      | Porto Alegre, RS     | 01       | 1947                   | [ nota 5 ] |              |
| Alberto Pasqualini | Ivorá, RS            | 01       | 1950                   |            |              |
| Armando Câmara     | Porto Alegre, RS     | 01       | 1954                   | [ nota 6 ] |              |
| Mem de Sá          | Porto Alegre, RS     | 01       | 1962                   |            |              |
| Paulo Brossard     | Bagé, RS             | 01       | 1974                   |            | [ 6 ]        |
| Carlos Chiarelli   | Pelotas, RS          | 01       | 1982                   |            |              |
| José Paulo Bisol   | Porto Alegre, RS     | 01       | 1986                   |            | [ 7 ]        |
| Emília Fernandes   | Dom Pedrito, RS      | 01       | 1994                   |            |              |
| Sérgio Zambiasi    | Nova Bréscia, RS     | 01       | 2002                   |            |              |
| Ana Amélia Lemos   | Lagoa Vermelha, RS   | 01       | 2010                   |            |              |
| Lasier Martins     | General Câmara, RS   | 01       | 2014                   |            | [ 8 ]        |
| Luis Carlos Heinze | Candelária, RS       | 01       | 2018                   |            | [ 5 ]        |
| Hamilton Mourão    | Porto Alegre, RS     | 01       | 2022                   |            | [ 9 ] [ 10 ] |
| Fontes:            |                      |          |                        |            |              |

## Relação dos deputados federais eleitos
| Deputados federais eleitos | Naturalidade               | Mandatos | Ano da eleição                           | Notas       | Referências          |
| -------------------------- | -------------------------- | -------- | ---------------------------------------- | ----------- | -------------------- |
| Daniel Faraco              | Florianópolis, SC          | 07       | 1945, 1950, 1954, 1958, 1962, 1966, 1970 |             |                      |
| Darcísio Perondi           | Ijuí, RS                   | 06       | 1994, 1998, 2002, 2006, 2010, 2014       |             |                      |
| Henrique Fontana           | Porto Alegre, RS           | 06       | 1998, 2002, 2006, 2010, 2014, 2018       |             |                      |
| Pompeo de Mattos           | Santo Augusto, RS          | 06       | 1998, 2002, 2006, 2014, 2018, 2022       |             |                      |
| Maria do Rosário           | Veranópolis, RS            | 06       | 2002, 2006, 2010, 2014, 2018, 2022       |             |                      |
| Paulo Pimenta              | Santa Maria, RS            | 06       | 2002, 2006, 2010, 2014, 2018, 2022       | [ nota 7 ]  |                      |
| Raul Pilla                 | Porto Alegre, RS           | 05       | 1945, 1950, 1954, 1958, 1962             |             |                      |
| Clóvis Pestana             | Porto Alegre, RS           | 05       | 1950, 1954, 1958, 1962, 1966             |             |                      |
| Tarso Dutra                | Porto Alegre, RS           | 05       | 1950, 1954, 1958, 1962, 1966             |             |                      |
| Alberto Hoffmann           | Ijuí, RS                   | 05       | 1958, 1966, 1970, 1974, 1978             |             | [ 11 ]               |
| Floriceno Paixão           | Taquara, RS                | 05       | 1958, 1962, 1966, 1982, 1986             | [ nota 8 ]  | [ 12 ] [ 13 ]        |
| Jairo Brum                 | Guaporé, RS                | 05       | 1962, 1966, 1970, 1974, 1978             |             |                      |
| Alceu Collares             | Bagé, RS                   | 05       | 1970, 1974, 1978, 1998, 2002             |             | [ 14 ]               |
| Amaury Müller              | Cruz Alta, RS              | 05       | 1970, 1974, 1982, 1986, 1990             | [ nota 9 ]  | [ 15 ] [ 16 ]        |
| Nelson Marchezan           | Santa Maria, RS            | 05       | 1974, 1978, 1982, 1994, 1998             |             | [ 17 ]               |
| Telmo Kirst                | Santa Cruz do Sul, RS      | 05       | 1982, 1986, 1990, 1994, 1998             |             | [ 18 ]               |
| Adão Pretto                | Redentora, RS              | 05       | 1990, 1994, 1998, 2002, 2006             |             | [ 19 ]               |
| Nelson Proença             | Porto Alegre, RS           | 05       | 1990, 1994, 1998, 2002, 2006             |             | [ 20 ]               |
| Enio Bacci                 | Lajeado, RS                | 05       | 1994, 1998, 2002, 2006, 2010             |             |                      |
| Mendes Ribeiro Filho       | Porto Alegre, RS           | 05       | 1994, 1998, 2002, 2006, 2010             |             | [ 21 ]               |
| Luis Carlos Heinze         | Candelária, RS             | 05       | 1998, 2002, 2006, 2010, 2014             |             |                      |
| Onyx Lorenzoni             | Porto Alegre, RS           | 05       | 2002, 2006, 2010, 2014, 2018             |             |                      |
| Afonso Hamm                | Hulha Negra, RS            | 05       | 2006, 2010, 2014, 2018, 2022             |             |                      |
| Osmar Terra                | Porto Alegre, RS           | 05       | 2006, 2010, 2014, 2018, 2022             |             |                      |
| Adílio Viana               | Rio Grande, RS             | 04       | 1954, 1958, 1962, 1966                   |             |                      |
| Unírio Machado             | Santo Ângelo, RS           | 04       | 1954, 1958, 1962, 1966                   | [ nota 10 ] | [ 22 ]               |
| Vítor Issler               | Passo Fundo, RS            | 04       | 1954, 1958, 1966, 1970                   | [ nota 11 ] |                      |
| Paulo Mincarone            | Bento Gonçalves, RS        | 04       | 1958, 1962, 1982, 1986                   | [ nota 12 ] | [ 23 ]               |
| Lauro Leitão               | Soledade, RS               | 04       | 1962, 1966, 1970, 1974                   |             |                      |
| Aldo Fagundes              | Alegrete, RS               | 04       | 1966, 1970, 1974, 1978                   |             | [ 24 ]               |
| Nadir Rosseti              | São Francisco de Paula, RS | 04       | 1966, 1970, 1974, 1982                   | [ nota 9 ]  | [ 15 ]               |
| Jorge Uequed               | Rio Grande, RS             | 04       | 1974, 1978, 1982, 1986                   |             | [ 25 ]               |
| Odacir Klein               | Getúlio Vargas, RS         | 04       | 1974, 1978, 1990, 1994                   |             |                      |
| Victor Faccioni            | Caxias do Sul, RS          | 04       | 1978, 1982, 1986, 1990                   |             |                      |
| Ibsen Pinheiro             | São Borja, RS              | 04       | 1982, 1986, 1990, 2006                   | [ nota 13 ] | [ 26 ] [ 27 ]        |
| Paulo Paim                 | Caxias do Sul, RS          | 04       | 1986, 1990, 1994, 1998                   |             | [ 28 ]               |
| Beto Albuquerque           | Passo Fundo, RS            | 04       | 1998, 2002, 2006, 2010                   |             |                      |
| José Otávio Germano        | Cachoeira do Sul, RS       | 04       | 2002, 2006, 2010, 2014                   |             |                      |
| Luiz Carlos Busato         | Caçador, SC                | 04       | 2006, 2010, 2014, 2022                   | [ nota 14 ] |                      |
| Alceu Moreira              | Osório, RS                 | 04       | 2010, 2014, 2018, 2022                   |             |                      |
| Bohn Gass                  | Santo Cristo, RS           | 04       | 2010, 2014, 2018, 2022                   |             |                      |
| Danrlei de Deus            | Crissiumal, RS             | 04       | 2010, 2014, 2018, 2022                   |             |                      |
| Dionilso Marcon            | Ronda Alta, RS             | 04       | 2010, 2014, 2018, 2022                   |             |                      |
| Giovani Cherini            | Soledade, RS               | 04       | 2010, 2014, 2018, 2022                   |             |                      |
| Coelho de Souza            | Porto Alegre, RS           | 03       | 1950, 1954, 1958                         |             |                      |
| Fernando Ferrari           | São Pedro do Sul, RS       | 03       | 1950, 1954, 1958                         |             |                      |
| Hermes Sousa               | São Borja, RS              | 03       | 1950, 1954, 1958                         |             |                      |
| Nestor Jost                | Candelária, RS             | 03       | 1950, 1954, 1958                         |             |                      |
| César Prieto               | São Borja, RS              | 03       | 1954, 1958, 1962                         | [ nota 15 ] | [ 29 ]               |
| Antônio Bresolin           | Cruz Alta, RS              | 03       | 1962, 1970, 1974                         |             |                      |
| Ary Alcântara              | Pelotas, RS                | 03       | 1962, 1966, 1970                         |             |                      |
| Cid Furtado                | Pelotas, RS                | 03       | 1962, 1970, 1974                         |             |                      |
| Norberto Schmidt           | Santa Cruz do Sul, RS      | 03       | 1962, 1966, 1974                         |             |                      |
| Arlindo Kunzler            | Montenegro, RS             | 03       | 1966, 1970, 1974                         |             |                      |
| Arnaldo Prieto             | São Francisco de Paula, RS | 03       | 1966, 1970, 1986                         |             |                      |
| José Mandelli Filho        | Bento Gonçalves, RS        | 03       | 1966, 1970, 1974                         |             |                      |
| Matheus Schmidt            | Santa Cruz do Sul, RS      | 03       | 1966, 1982, 1994                         | [ nota 16 ] | [ 30 ] [ 31 ]        |
| Vasco Amaro                | Pelotas, RS                | 03       | 1966, 1970, 1974                         |             |                      |
| Eloy Lenzi                 | Lagoa Vermelha, RS         | 03       | 1970, 1974, 1978                         |             |                      |
| Getúlio Dias               | Pelotas, RS                | 03       | 1970, 1974, 1978                         |             |                      |
| Lauro Rodrigues            | General Câmara, RS         | 03       | 1970, 1974, 1978                         | [ nota 17 ] |                      |
| Sinval Guazzelli           | Vacaria, RS                | 03       | 1970, 1982, 1998                         |             |                      |
| Augusto Trein              | Passo Fundo, RS            | 03       | 1974, 1978, 1982                         |             |                      |
| João Gilberto              | Quaraí, RS                 | 03       | 1974, 1978, 1982                         |             |                      |
| Rosa Flores                | Montenegro, RS             | 03       | 1974, 1978, 1982                         |             |                      |
| Darcy Pozza                | Bento Gonçalves, RS        | 03       | 1978, 1982, 1986                         |             |                      |
| Júlio Costamilan           | Caxias do Sul, RS          | 03       | 1978, 1982, 1986                         |             |                      |
| Adylson Motta              | São Luiz Gonzaga, RS       | 03       | 1986, 1990, 1994                         |             |                      |
| Carlos Cardinal            | Bossoroca, RS              | 03       | 1986, 1990, 1994                         |             |                      |
| Fetter Júnior              | Pelotas, RS                | 03       | 1990, 1994, 1998                         |             |                      |
| Germano Rigotto            | Caxias do Sul, RS          | 03       | 1990, 1994, 1998                         |             |                      |
| Augusto Nardes             | Santo Ângelo, RS           | 03       | 1994, 1998, 2002                         |             |                      |
| Eliseu Padilha             | Canela, RS                 | 03       | 1994, 2002, 2006                         |             | [ 32 ]               |
| Osvaldo Biolchi            | Encantado, RS              | 03       | 1994, 1998, 2002                         |             |                      |
| Yeda Crusius               | São Paulo, SP              | 03       | 1994, 1998, 2002                         |             |                      |
| Júlio Redecker             | Taquari, RS                | 03       | 1998, 2002, 2006                         | [ nota 18 ] | [ 33 ] [ 34 ]        |
| Marco Maia                 | Canoas, RS                 | 03       | 2006, 2010, 2014                         |             |                      |
| Pepe Vargas                | Nova Petrópolis, RS        | 03       | 2006, 2010, 2014                         |             |                      |
| Renato Molling             | Dois Irmãos, RS            | 03       | 2006, 2010, 2014                         |             |                      |
| Sérgio Moraes              | Santa Cruz do Sul, RS      | 03       | 2006, 2010, 2014                         |             |                      |
| Jerônimo Goergen           | Palmeira das Missões, RS   | 03       | 2010, 2014, 2018                         |             |                      |
| Afonso Motta               | Porto Alegre, RS           | 03       | 2014, 2018, 2022                         |             |                      |
| Carlos Gomes               | Saúde, BA                  | 03       | 2014, 2018, 2022                         |             |                      |
| Covatti Filho              | Porto Alegre, RS           | 03       | 2014, 2018, 2022                         |             |                      |
| Heitor Schuch              | Santa Cruz do Sul, RS      | 03       | 2014, 2018, 2022                         |             |                      |
| Márcio Biolchi             | Carazinho, RS              | 03       | 2014, 2018, 2022                         |             |                      |
| Adroaldo Costa             | Taquari, RS                | 02       | 1945, 1950                               |             |                      |
| Brochado da Rocha          | Porto Alegre, RS           | 02       | 1945, 1950                               |             |                      |
| Flores da Cunha            | Santana do Livramento, RS  | 02       | 1945, 1954                               |             |                      |
| Américo Godói Ilha         | Cachoeira do Sul, RS       | 02       | 1950, 1954                               |             |                      |
| Rui Ramos                  | Itaqui, RS                 | 02       | 1950, 1958                               |             |                      |
| Croaci Oliveira            | Rio de Janeiro, RJ         | 02       | 1954, 1958                               |             |                      |
| Daniel Dipp                | Passo Fundo, RS            | 02       | 1954, 1958                               |             |                      |
| Joaquim Duval              | Pelotas, RS                | 02       | 1954, 1958                               |             |                      |
| Lino Braun                 | Estrela, RS                | 02       | 1954, 1958                               |             |                      |
| Giordano Alves             | Itaqui, RS                 | 02       | 1958, 1962                               |             |                      |
| Osmar Grafulha             | Rio Grande, RS             | 02       | 1958, 1962                               |             |                      |
| Brito Velho                | Porto Alegre, RS           | 02       | 1962, 1966                               |             |                      |
| Euclides Triches           | Caxias do Sul, RS          | 02       | 1962, 1966                               |             |                      |
| Flores Soares              | Porto Alegre, RS           | 02       | 1962, 1966                               | [ nota 10 ] | [ 35 ]               |
| Zaire Nunes                | Taquara, RS                | 02       | 1962, 1966                               | [ nota 10 ] | [ 22 ]               |
| Amaral de Souza            | Palmeira das Missões, RS   | 02       | 1966, 1970                               |             |                      |
| Célio Fernandes            | Porto Alegre, RS           | 02       | 1970, 1974                               |             |                      |
| Harry Sauer                | Taquara, RS                | 02       | 1970, 1974                               |             |                      |
| Alexandre Machado          | Arroio Grande, RS          | 02       | 1974, 1978                               | [ nota 19 ] |                      |
| Aluízio Paraguassu         | Porto Alegre, RS           | 02       | 1974, 1978                               |             |                      |
| Carlos Santos              | Rio Grande, RS             | 02       | 1974, 1978                               |             |                      |
| Fernando Gonçalves         | Palmeira das Missões, RS   | 02       | 1974, 1978                               | [ nota 20 ] |                      |
| Lidovino Fanton            | Farroupilha, RS            | 02       | 1974, 1978                               |             |                      |
| Magnus Guimarães           | Santo Ângelo, RS           | 02       | 1974, 1978                               |             |                      |
| Emídio Perondi             | Tupanciretã, RS            | 02       | 1978, 1982                               |             | [ 36 ]               |
| Hugo Mardini               | Porto Alegre, RS           | 02       | 1978, 1982                               |             |                      |
| Jair Soares                | Porto Alegre, RS           | 02       | 1978, 1994                               |             |                      |
| Pedro Germano              | Cachoeira do Sul, RS       | 02       | 1978, 1982                               |             |                      |
| Aldo Pinto                 | Palmeira das Missões, RS   | 02       | 1982, 1990                               |             | [ 37 ]               |
| Hermes Zaneti              | Veranópolis, RS            | 02       | 1982, 1986                               |             |                      |
| Irajá Rodrigues            | Pelotas, RS                | 02       | 1982, 1986                               |             |                      |
| Lélio Souza                | Rosário do Sul, RS         | 02       | 1982, 1986                               |             |                      |
| Adroaldo Streck            | Cachoeira do Sul, RS       | 02       | 1986, 1990                               |             |                      |
| Antônio Britto             | Santana do Livramento, RS  | 02       | 1986, 1990                               |             |                      |
| Ivo Mainardi               | Arroio do Tigre, RS        | 02       | 1986, 1990                               |             |                      |
| João de Deus Antunes       | Santo Ângelo, RS           | 02       | 1986, 1990                               |             |                      |
| Luís Roberto Ponte         | Fortaleza, CE              | 02       | 1986, 1990                               |             |                      |
| Mendes Ribeiro             | Porto Alegre, RS           | 02       | 1986, 1990                               |             |                      |
| Nelson Jobim               | Santa Maria, RS            | 02       | 1986, 1990                               |             |                      |
| Osvaldo Bender             | Santo Cristo, RS           | 02       | 1986, 1990                               |             |                      |
| José Fortunati             | Flores da Cunha, RS        | 02       | 1990, 1994                               |             |                      |
| Airton Dipp                | Passo Fundo, RS            | 02       | 1994, 1998                               |             |                      |
| Luiz Mainardi              | Sobradinho, RS             | 02       | 1994, 1998                               |             |                      |
| Waldomiro Fioravante       | Marcelino Ramos, RS        | 02       | 1994, 1998                               |             |                      |
| Cezar Schirmer             | Santa Maria, RS            | 02       | 1998, 2002                               |             |                      |
| Paulo Gouvêa               | Tenente Portela, RS        | 02       | 1998, 2002                               |             |                      |
| Luciana Genro              | Santa Maria, RS            | 02       | 2002, 2006                               |             |                      |
| Tarcisio Zimmermann        | Santo Cristo, RS           | 02       | 2002, 2006                               |             |                      |
| Manuela d'Ávila            | Porto Alegre, RS           | 02       | 2006, 2010                               |             |                      |
| Vieira da Cunha            | Cachoeira do Sul, RS       | 02       | 2006, 2010                               |             |                      |
| Vilson Covatti             | Palmitinho, RS             | 02       | 2006, 2010                               |             |                      |
| José Stédile               | Nova Prata, RS             | 02       | 2010, 2014                               |             |                      |
| Nelson Marchezan Júnior    | Porto Alegre, RS           | 02       | 2010, 2014                               | [ nota 14 ] | [ 38 ]               |
| Giovani Feltes             | São Leopoldo, RS           | 02       | 2014, 2018                               |             |                      |
| Bibo Nunes                 | Cruz Alta, RS              | 02       | 2018, 2022                               |             | [ 39 ]               |
| Daniel Trzeciak            | Dom Feliciano, RS          | 02       | 2018, 2022                               |             |                      |
| Fernanda Melchionna        | Alegrete, RS               | 02       | 2018, 2022                               |             |                      |
| Lucas Redecker             | Novo Hamburgo, RS          | 02       | 2018, 2022                               |             |                      |
| Marcel van Hattem          | Dois Irmãos, RS            | 02       | 2018, 2022                               |             |                      |
| Marcelo Moraes             | Porto Alegre, RS           | 02       | 2018, 2022                               |             |                      |
| Pedro Westphalen           | Cruz Alta, RS              | 02       | 2018, 2022                               |             |                      |
| Ubiratan Sanderson         | Erechim, RS                | 02       | 2018, 2022                               |             |                      |
| Abílio Fernandes           | Pelotas, RS                | 01       | 1945                                     | [ nota 21 ] | [ 40 ] [ 41 ] [ 42 ] |
| Antero Leivas              | Pelotas, RS                | 01       | 1945                                     |             |                      |
| Artur Fischer              | Venâncio Aires, RS         | 01       | 1945                                     | [ nota 4 ]  |                      |
| Bittencourt Azambuja       | Pinhal Grande, RS          | 01       | 1945                                     |             |                      |
| Damaso Rocha               | Porto Alegre, RS           | 01       | 1945                                     |             |                      |
| Elói Rocha                 | São Leopoldo, RS           | 01       | 1945                                     |             |                      |
| Gaston Englert             | Porto Alegre, RS           | 01       | 1945                                     |             |                      |
| Glicério Alves             | Rio Pardo, RS              | 01       | 1945                                     |             |                      |
| João Batista Luzardo       | Uruguaiana, RS             | 01       | 1945                                     |             |                      |
| João Neves da Fontoura     | Cachoeira do Sul, RS       | 01       | 1945                                     |             |                      |
| Manuel Duarte              | Planalto, RS               | 01       | 1945                                     |             |                      |
| Mércio Teixeira            | Dom Pedrito, RS            | 01       | 1945                                     |             |                      |
| Nicolau Vergueiro          | Passo Fundo, RS            | 01       | 1945                                     |             |                      |
| Osório Tuiuti              | São Borja, RS              | 01       | 1945                                     |             |                      |
| Pedro Vergara              | Porto Alegre, RS           | 01       | 1945                                     |             |                      |
| Sousa Costa                | Pelotas, RS                | 01       | 1945                                     |             |                      |
| Teodomiro Fonseca          | Cachoeira do Sul, RS       | 01       | 1945                                     |             |                      |
| Aquiles Mincarone          | Bento Gonçalves, RS        | 01       | 1950                                     |             |                      |
| César Santos               | Soledade, RS               | 01       | 1950                                     |             |                      |
| Germano Dockhorn           | Santa Cruz do Sul, RS      | 01       | 1950                                     |             |                      |
| Henrique Pagnoncelli       | Erechim, RS                | 01       | 1950                                     |             |                      |
| João Goulart               | São Borja, RS              | 01       | 1950                                     |             |                      |
| Paulo Couto                | Rio Grande, RS             | 01       | 1950                                     |             |                      |
| Síllvio Echenique          | Pelotas, RS                | 01       | 1950                                     |             |                      |
| Willy Frohlich             | Santa Cruz do Sul, RS      | 01       | 1950                                     |             |                      |
| Wolfram Metzler            | Porto Alegre, RS           | 01       | 1950                                     |             |                      |
| Edgar Schneider            | Porto Alegre, RS           | 01       | 1954                                     |             |                      |
| João Fico                  | Bagé, RS                   | 01       | 1954                                     |             |                      |
| Leonel Brizola             | Carazinho, RS              | 01       | 1954                                     | [ nota 22 ] |                      |
| Luís Campagnoni            | Caxias do Sul, RS          | 01       | 1954                                     |             |                      |
| Nestor Pereira             | Taquara, RS                | 01       | 1954                                     |             |                      |
| Sílvio Sanson              | Guaporé, RS                | 01       | 1954                                     |             |                      |
| Raimundo Chaves            | Belém, PA                  | 01       | 1958                                     |             |                      |
| Wilson Vargas              | Porto Alegre, RS           | 01       | 1958                                     |             |                      |
| Clay Araújo                | Riachuelo, SE              | 01       | 1962                                     | [ nota 23 ] | [ 43 ]               |
| Luciano Machado            | Palmeira das Missões, RS   | 01       | 1962                                     |             |                      |
| Milton Dutra               | Santiago, RS               | 01       | 1962                                     |             |                      |
| Ortiz Borges               | Soledade, RS               | 01       | 1962                                     |             |                      |
| Pedro Anschau              | Três Passos, RS            | 01       | 1962                                     |             |                      |
| Peracchi Barcelos          | Porto Alegre, RS           | 01       | 1962                                     |             |                      |
| Rubem Alves                | Caxias do Sul, RS          | 01       | 1962                                     |             |                      |
| Temperani Pereira          | Santa Maria, RS            | 01       | 1962                                     | [ nota 12 ] | [ 23 ]               |
| Antônio Bresolin           | Cruz Alta, RS              | 01       | 1966                                     |             |                      |
| Caruso da Rocha            | Porto Alegre, RS           | 01       | 1966                                     |             |                      |
| Henrique Henkin            | Quatro Irmãos, RS          | 01       | 1966                                     | [ nota 16 ] | [ 30 ]               |
| Mariano Beck               | Santa Maria, RS            | 01       | 1966                                     | [ nota 10 ] | [ 22 ]               |
| Paulo Brossard             | Bagé, RS                   | 01       | 1966                                     |             | [ 6 ]                |
| Ariosto Jaeger             | Tupanciretã, RS            | 01       | 1970                                     |             |                      |
| Clóvis Stenzel             | Osório, RS                 | 01       | 1970                                     |             |                      |
| Mário Mondino              | Uruguaiana, RS             | 01       | 1970                                     |             |                      |
| Otávio Germano             | Cachoeira do Sul, RS       | 01       | 1974                                     |             |                      |
| Paulo Nunes Leal           | Carangola, MG              | 01       | 1974                                     | [ nota 24 ] |                      |
| Alcebíades de Oliveira     | Santo Ângelo, RS           | 01       | 1978                                     |             |                      |
| Cardoso Fregapani          | Taquari, RS                | 01       | 1978                                     |             |                      |
| Carlos Chiarelli           | Pelotas, RS                | 01       | 1978                                     |             |                      |
| Cláudio Strassburger       | Porto Alegre, RS           | 01       | 1978                                     |             | [ 44 ]               |
| Eloar Guazzelli            | Vacaria, RS                | 01       | 1978                                     |             |                      |
| Waldir Walter              | Santa Maria, RS            | 01       | 1978                                     |             |                      |
| Baltazar de Bem e Canto    | Cachoeira do Sul, RS       | 01       | 1982                                     |             |                      |
| Guido Moesch               | Arroio do Meio, RS         | 01       | 1982                                     |             |                      |
| José Fogaça                | Porto Alegre, RS           | 01       | 1982                                     |             |                      |
| Nilton Alves               | Torres, RS                 | 01       | 1982                                     |             |                      |
| Oly Fachin                 | São Sepé, RS               | 01       | 1982                                     |             |                      |
| Osvaldo Nascimento         | Santa Maria, RS            | 01       | 1982                                     |             |                      |
| Pratini de Moraes          | Porto Alegre, RS           | 01       | 1982                                     |             |                      |
| Rubens Ardenghi            | Palmeira das Missões, RS   | 01       | 1982                                     |             |                      |
| Siegfried Heuser           | Santa Cruz do Sul, RS      | 01       | 1982                                     | [ nota 25 ] |                      |
| Erico Pegoraro             | Canguçu, RS                | 01       | 1986                                     |             |                      |
| Hilário Braun              | Três Passos, RS            | 01       | 1986                                     |             |                      |
| Ivo Lech                   | Canoas, RS                 | 01       | 1986                                     |             | [ 45 ]               |
| Olívio Dutra               | Bossoroca, RS              | 01       | 1986                                     | [ nota 26 ] |                      |
| Rospide Netto              | Santa Maria, RS            | 01       | 1986                                     |             |                      |
| Ruy Nedel                  | Cerro Largo, RS            | 01       | 1986                                     |             |                      |
| Vicente Bogo               | Rio do Oeste, SC           | 01       | 1986                                     |             |                      |
| Arno Magarinos             | Concórdia, SC              | 01       | 1990                                     |             |                      |
| Carlos Azambuja            | Bagé, RS                   | 01       | 1990                                     |             |                      |
| Carrion Júnior             | Porto Alegre, RS           | 01       | 1990                                     |             |                      |
| Celso Bernardi             | Augusto Pestana, RS        | 01       | 1990                                     |             |                      |
| Éden Pedroso               | Passo Fundo, RS            | 01       | 1990                                     |             |                      |
| Fernando Carrion           | Porto Alegre, RS           | 01       | 1990                                     |             |                      |
| Raul Pont                  | Uruguaiana, RS             | 01       | 1990                                     |             |                      |
| Valdomiro Lima             | Rio Grande, RS             | 01       | 1990                                     |             |                      |
| Wilson Müller              | Santa Cruz do Sul, RS      | 01       | 1990                                     |             |                      |
| Esther Grossi              | Santa Maria, RS            | 01       | 1994                                     |             |                      |
| Ezidio Pinheiro            | Frederico Westphalen, RS   | 01       | 1994                                     |             |                      |
| Hugo Lagranha              | Alegrete, RS               | 01       | 1994                                     |             |                      |
| Jarbas Lima                | Lagoa Vermelha, RS         | 01       | 1994                                     |             |                      |
| Miguel Rossetto            | São Leopoldo, RS           | 01       | 1994                                     |             |                      |
| Paulo Ritzel               | Novo Hamburgo, RS          | 01       | 1994                                     |             |                      |
| Renan Kurtz                | Santa Maria, RS            | 01       | 1994                                     |             |                      |
| Wilson Cignachi            | Farroupilha, RS            | 01       | 1994                                     |             |                      |
| Caio Riela                 | Uruguaiana, RS             | 01       | 1998                                     |             |                      |
| Fernando Marroni           | Pelotas, RS                | 01       | 1998                                     |             |                      |
| Marcos Rolim               | Porto Alegre, RS           | 01       | 1998                                     |             |                      |
| Roberto Argenta            | Gramado, RS                | 01       | 1998                                     |             |                      |
| Valdeci Oliveira           | Santa Maria, RS            | 01       | 1998                                     |             |                      |
| Waldir Schmidt             | São Leopoldo, RS           | 01       | 1998                                     |             |                      |
| Ary Vanazzi                | Coronel Freitas, SC        | 01       | 2002                                     | [ nota 27 ] |                      |
| Edir Oliveira              | Rolante, RS                | 01       | 2002                                     |             |                      |
| Érico Ribeiro              | Camaquã, RS                | 01       | 2002                                     |             |                      |
| Francisco Turra            | Marau, RS                  | 01       | 2002                                     |             |                      |
| José Ivo Sartori           | Farroupilha, RS            | 01       | 2002                                     | [ nota 27 ] |                      |
| Kelly Moraes               | São Leopoldo, RS           | 01       | 2002                                     |             |                      |
| Orlando Desconsi           | Horizontina, RS            | 01       | 2002                                     |             |                      |
| Pastor Reinaldo            | Miracema, RJ               | 01       | 2002                                     |             |                      |
| Germano Bonow              | Porto Alegre, RS           | 01       | 2006                                     |             |                      |
| Paulo Roberto Pereira      | São Caetano do Sul, SP     | 01       | 2006                                     |             |                      |
| Ruy Pauletti               | Caxias do Sul, RS          | 01       | 2006                                     |             |                      |
| Alexandre Roso             | São Leopoldo, RS           | 01       | 2010                                     |             |                      |
| Assis Melo                 | Bom Jesus, RS              | 01       | 2010                                     |             |                      |
| Ronaldo Zülke              | São Leopoldo, RS           | 01       | 2010                                     |             |                      |
| João Derly                 | Porto Alegre, RS           | 01       | 2014                                     |             |                      |
| Ronaldo Nogueira           | Carazinho, RS              | 01       | 2014                                     |             |                      |
| Liziane Bayer              | São Pedro do Sul, RS       | 01       | 2018                                     |             |                      |
| Marlon Santos              | Cachoeira do Sul, RS       | 01       | 2018                                     |             | [ 46 ]               |
| Maurício Dziedricki        | Curitiba, PR               | 01       | 2018                                     |             |                      |
| Nereu Crispim              | Porto Alegre, RS           | 01       | 2018                                     |             |                      |
| Alexandre Lindenmeyer      | Rio Grande, RS             | 01       | 2022                                     |             |                      |
| Any Ortiz                  | Canoas, RS                 | 01       | 2022                                     |             |                      |
| Daiana Santos              | Júlio de Castilhos, RS     | 01       | 2022                                     |             |                      |
| Denise Pessôa              | Caxias do Sul, RS          | 01       | 2022                                     |             |                      |
| Franciane Bayer            | Santa Maria, RS            | 01       | 2022                                     |             |                      |
| Luciano Zucco              | Alegrete, RS               | 01       | 2022                                     |             |                      |
| Mauricio Marcon            | Caxias do Sul, RS          | 01       | 2022                                     |             |                      |
| Fontes:                    |                            |          |                                          |             |                      |

## Mandatos nas duas casas
Foram eleitos alternadamente para mandatos de senador e deputado federal pelo Rio Grande do Sul os seguintes políticos: Carlos Chiarelli, José Fogaça, Luis Carlos Heinze, Paulo Brossard, Paulo Paim, Tarso Dutra.

## Regime Militar de 1964
O Regime Militar de 1964 usou o Ato Institucional Número Um para cassar os mandatos de Clay Araújo (efetivando Matheus Schmidt), Milton Dutra (efetivando Lino Braun), Ortiz Borges (efetivando José Mandelli), Paulo Mincarone (efetivando Croaci Oliveira) e Temperani Pereira (efetivando Vítor Issler) enquanto César Prieto foi vítima do Ato Institucional Número Dois sem convocação de suplentes. Mais tarde o Ato Institucional Número Cinco puniu Amaury Müller, Flores Soares, Floriceno Paixão, Henrique Henkin, Mariano Beck, Matheus Schmidt, Nadir Rosseti e Unírio Machado. No caso do AI-5 também não houve convocação de suplentes.

## Origem dos parlamentares do estado
| Origem  | Senadores | Percentual |
| ------- | --------- | ---------- |
| RS      | 21        | 100%       |
| Total   | 21        | 100%       |
| Fontes: |           |            |

| Origem  | Deputados | Percentual |
| ------- | --------- | ---------- |
| RS      | 257       | 94,48%     |
| SC      | 05        | 1,84%      |
| RJ      | 02        | 0,73%      |
| SP      | 02        | 0,73%      |
| BA      | 01        | 0,37%      |
| CE      | 01        | 0,37%      |
| MG      | 01        | 0,37%      |
| PA      | 01        | 0,37%      |
| PR      | 01        | 0,37%      |
| SE      | 01        | 0,37%      |
| Total   | 272       | 100%       |
| Fontes: |           |            |